# Le Bourdon (association)
Le Bourdon est une association loi de 1901, chargée de constituer un Folk club, fondé par John Wright et Catherine Perrier en région parisienne en 1969,.

## Création
Ce fut le premier en France, et sera un lieu fondateur du mouvement folk en France.

## Audience
Au sein de ce folk-club, passeront notamment les musiciens traditionnels Jean-François Vrod, Serge Kerval, Jean-François Dutertre ou non François Béranger, …).
Bien d'autres musiciens y passeront, qui deviendront reconnus comme solistes ou au sein de groupes de musique folk (La Kinkerne) mais aussi des futurs journalistes (Philippe Krümm) et bien d'autres.

## Principe
La philosophie de ce folk-club est de transmettre la musique collectée auprès des anciens. Pour ces musiciens, le collectage est donc une part importante du travail à réaliser par les musiciens. Collectage en France mais aussi au Québec, en Louisiane et d'autres régions francophones. Certains de ses membres, comme John Wright, en feront leur métier.
Le Bourdon mettra également en place, à disposition du public, les archives sonores des collectages réalisés par leur membres, dans l'optique de diffuser et partager le savoir collecté.

## Aujourd'hui
La dernière réunion connue du Bourdon a eu lieu à la Mission bretonne, le 15 janvier 2012, à Paris, provoquée par Dominique Maroutian.

## Événements
Il organise en juillet 1972, le premier « Festival de musique traditionnelle » de Vesdun (Cher), en coopération avec La Chanterelle.